# منتخب مصر الوطني لكرة الهدف للرجال
منتخب مصر لكرة الهدف للرجال هو المنتخب الوطني للرجال في مصر. ويشارك في مسابقات كرة الهدف الدولية. حيث أن كرة الهدف هي رياضة جماعية مصممة خصيصًا للرياضيين الذين يعانون من ضعف البصر.

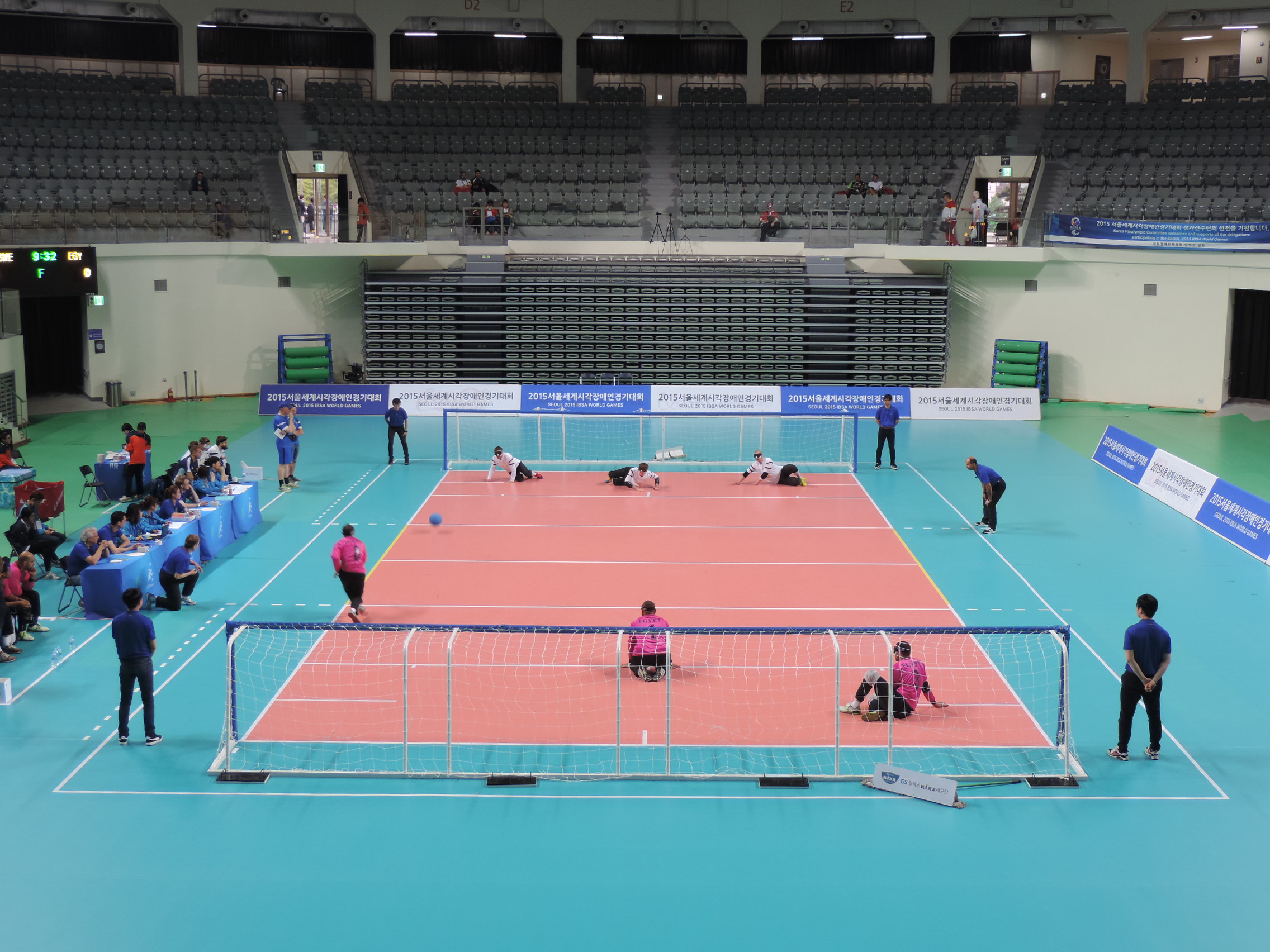
منتخبا مصر والسويد لكرة الهدف للرجال. كرة الهدف في دورة الألعاب العالمية IBSA في سيول بكوريا الجنوبية (مايو 2015).

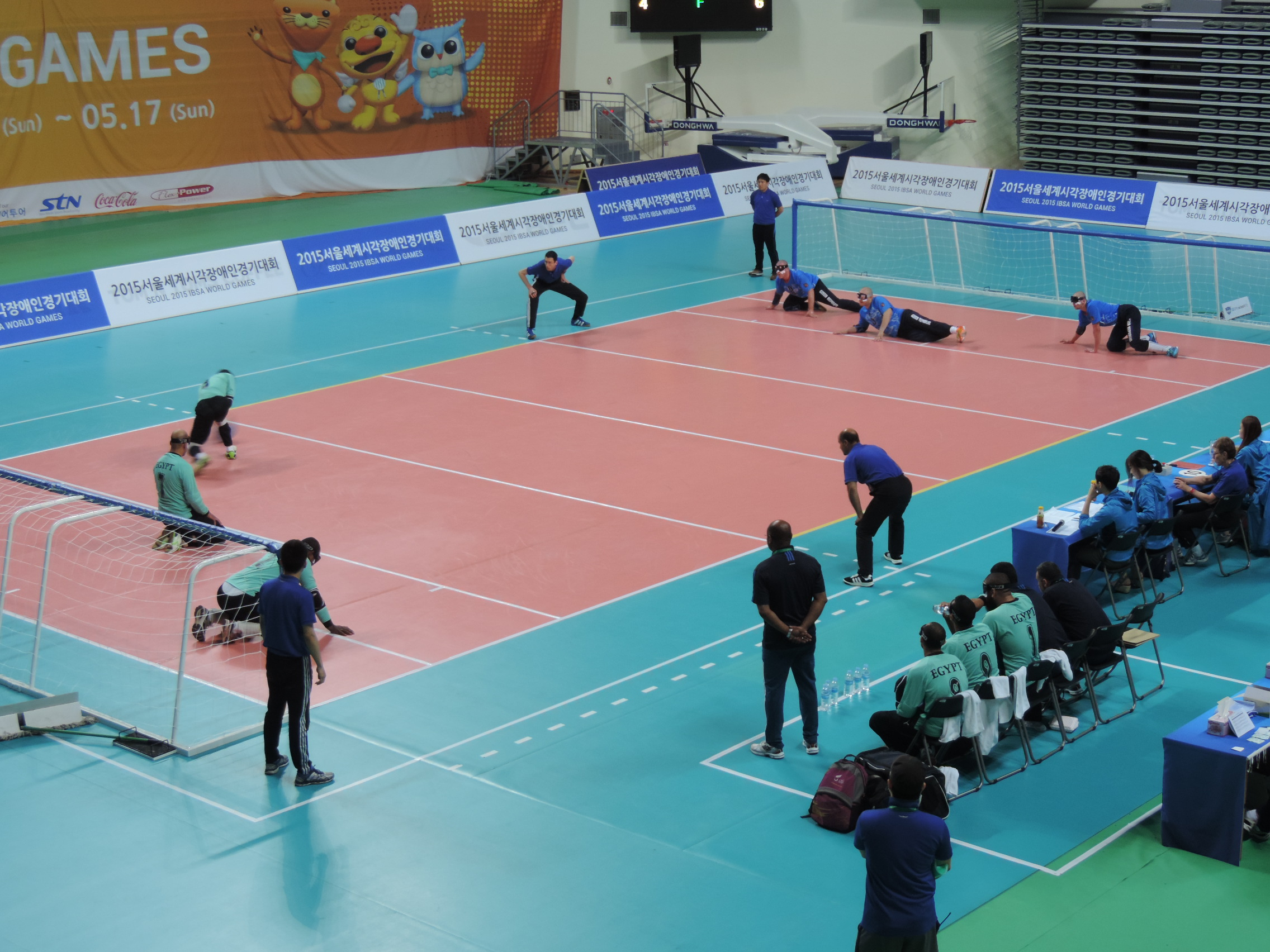
منتخب مصر لكرة الهدف للرجال. كرة الهدف في دورة الألعاب العالمية IBSA في سيول بكوريا الجنوبية (مايو 2015).

## الألعاب البارالمبية

### سيول 1988
تنافس الفريق في دورة الألعاب البارالمبية الصيفية 1988 وذلك من 15 إلى 24 أكتوبر 1988 في سيول بكوريا الجنوبية. وكان هناك أربعة عشر فريقًا للرجال وثمانية فرق للسيدات. حيث كانت هذه هي المرة الأولى التي دخل فيها مصطلح "البارالمبية" حيز الاستخدام الرسمي. وكان لاعبو كرة الهدف المصريون هم: أحمد محمود أبو زيد وحسين محمد أحمد وأحمد محمد عوين والسعيد محمد السعيد وبخيت جاد ومحمد محمد شريف.
وجاءت مصر في المركز الثالث خلف الولايات المتحدة الأمريكية والفائزة بالميدالية الذهبية يوغوسلافيا.

### برشلونة 1992
تنافس الفريق في دورة الألعاب البارالمبية الصيفية لعام 1992 وذلك من 3 إلى 14 سبتمبر 1992 في ملعب بافيلو دي لا فال دي هيبرون المغطى ببرشلونة في إسبانيا. وكان هناك اثنا عشر فريقًا للرجال وثمانية فرق للسيدات. وكان من الرياضيين: بخيت جاد والسيد السيد وأحمد عوين ومصطفى حسين وأحمد مصطفى وحسين السيد.
وجاءت مصر في المركز الثالث خلف فنلندا وإيطاليا الفائزة بالميدالية الذهبية.

### 1980 أرنهيم
تنافس الفريق في دورة الألعاب البارالمبية الصيفية عام 1980 في أرنهيم بهولندا حيث شارك اثنا عشر فريقًا.
واحتل الفريق المركز الحادي عشر.

### نيويورك 1984
تنافس الفريق في دورة الألعاب البارالمبية الصيفية لعام 1984 في لونغ آيلاند بمدينة نيويورك في الولايات المتحدة الأمريكية حيث شارك ثلاثة عشر فريقًا وحصل الفريق على المركز الثاني.

## بطولات العالم

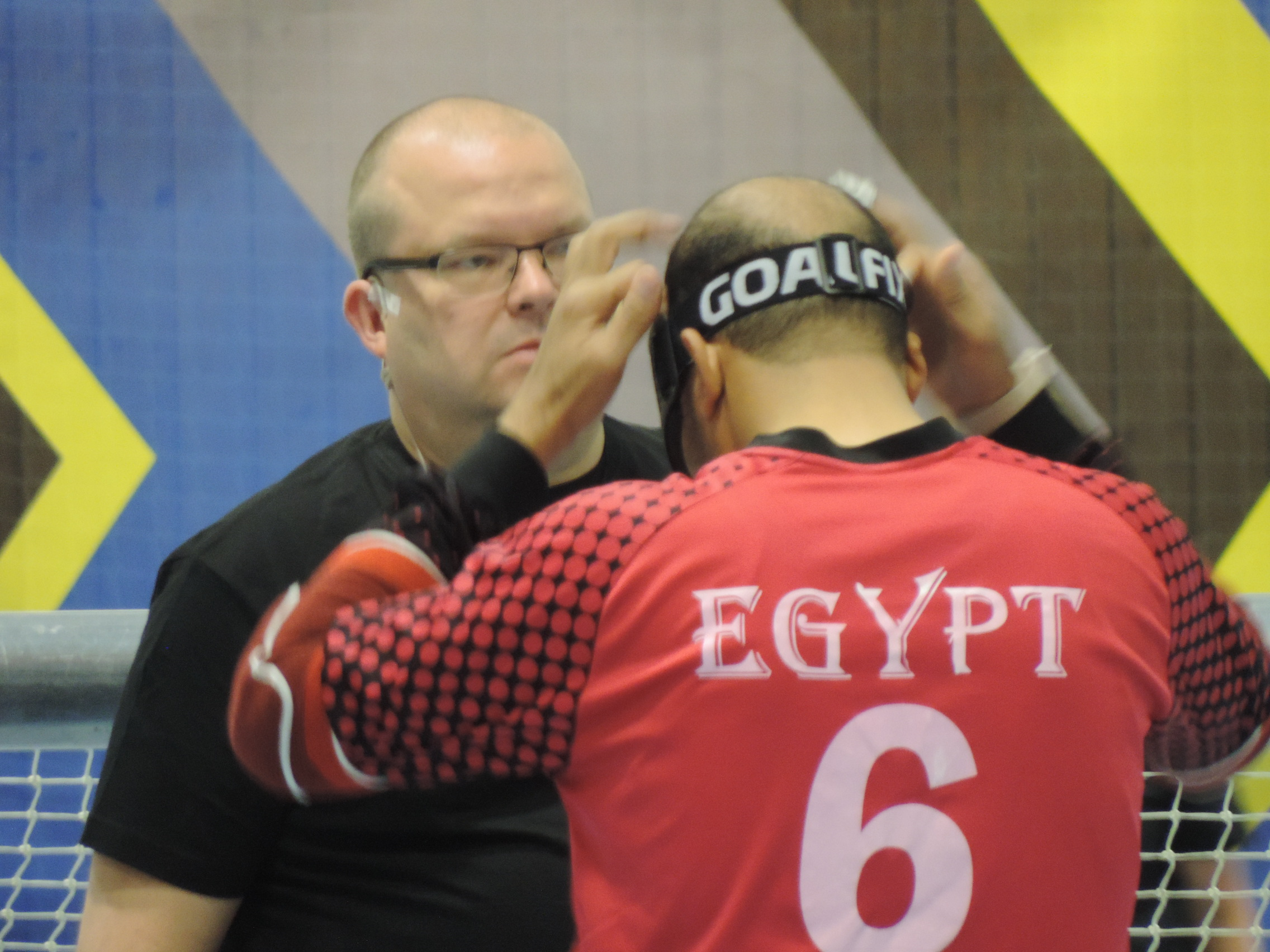
فحص ظلال العيون للاعب رقم 6 في بطولة العالم لكرة الهدف في مالمو بالسويد (2018).

### مالمو 2018
تنافس الفريق في بطولة العالم 2018 من 3 إلى 8 يونيو 2018 في بالتيسكا هالن بمالمو في السويد. ومن بين الرياضيين: حسن محمد حسن عبد الشافي عبد الله والطاهر عمر حسن محمود وعادل طلبة محمد.
واحتلوا المركز الثامن في المجموعة الثانية بسبع خسائر والمركز السادس عشر في الترتيب النهائي العام.

### ماتوسينهوس 2022
تنافس الفريق في بطولة العالم 2022 في الفترة من 7 إلى 16 ديسمبر 2022 وذلك في Centro de Desportos e كونغرسوس دي ماتوسينهوس بالبرتغال. وكان هناك ستة عشر فريقًا للرجال وستة عشر فريقًا للسيدات. واحتلوا المركز السابع في المجموعة D والمركز الخامس عشر في الترتيب النهائي.

## الألعاب العالمية آي بي أس إيه

### سيول 2015
تنافس الفريق في دورة الألعاب العالمية آي بي أس إيه 2015 في الفترة من 10 إلى 17 مايو 2015 في سيول بكوريا الجنوبية. وقد كان هناك ثمانية فرق للرجال وثمانية فرق للسيدات. في ساحة جانجتشونغ لمنافسات الرجال.

## البطولات الإقليمية
يتنافس الفريق في منطقة IBSA Africa لكرة الهدف.

### بورسعيد 2020
تنافس الفريق في بطولة إفريقيا لكرة الهدف آي بي أس إيه 2020 في الفترة من 2 إلى 5 مارس 2020 في بورسعيد بمصر وذلك ضد الجزائر والمغرب. وكانت هذه البطولة الإقليمية لتصبح بطولة إقليمية إذا شاركت فرق الرجال من الكاميرون وغانا وكينيا والنيجر كما هو محدد في الأصل.
وفي الدور نصف النهائي فاز المغرب على مصر بنتيجة 15-5 وحصلت الجزائر على الميدالية الذهبية.

### كيب كوست 2021
تنافس الفريق في بطولة إفريقيا لكرة الهدف آي بي أس إيه 2021 من الإثنين 6 ديسمبر إلى الجمعة 10 ديسمبر 2021 في مجمع جامعة كيب كوست الرياضي في كيب كوست بغانا. وقد كانت هذه البطولة بمثابة تصفيات لبطولة العالم 2022. ومن بين الفرق الستة للرجال (الجزائر والكاميرون ومصر وغانا وكينيا ونيجيريا) حيث حصلت مصر على الميدالية الفضية خلف الجزائر.